# IPP Trophy 2000
L'IPP Trophy 2000 è stato un torneo di tennis facente parte della categoria ATP Challenger Series nell'ambito dell'ATP Challenger Series 2000. Il torneo si è giocato a Ginevra in Svizzera dal 21 al 27 agosto 2000 su campi in terra rossa.

## Vincitori

### Singolare
Nicolas Thomann ha battuto in finale  Álex Calatrava con il punteggio di 6–4, 6(2)–7, 6–1

### Doppio
Diego del Río /  Edgardo Massa hanno battuto in finale  Yves Allegro /  Julien Cuaz con il punteggio di 7–5, 7–6(6)